# Joris Vanspringel
Joris Vanspringel –también escrito como Joris Van Springel– (Turnhout, 8 de febrero de 1963) es un jinete belga que compitió en la modalidad de concurso completo.
Ganó una medalla de bronce en el Campeonato Europeo de Concurso Completo de 2009, en la prueba por equipos. Participó en cuatro Juegos Olímpicos de Verano, entre los años 2004 y 2016, ocupando el séptimo lugar en Atenas 2004, en la misma prueba.

## Palmarés internacional
| Campeonato Europeo | Campeonato Europeo      | Campeonato Europeo | Campeonato Europeo |
| Año                | Lugar                   | Medalla            | Categoría          |
| ------------------ | ----------------------- | ------------------ | ------------------ |
| 2009               | Fontainebleau (Francia) | Medalla de bronce  | Por equipos        |